# Kaoru Takamura
Kaoru Takamura (髙村 薫, Takamura Kaoru, née en 1953) est une écrivaine japonaise d’Osaka, auteure de plusieurs thrillers.
Elle a remporté de nombreux prix littéraires japonais, notamment le prix Mystery Writers of Prix Japan, le Prix de la Japan Adventure Fiction Association, le prix Naoki, le prix Yomiuri et le prix littéraire Noma. 
Son travail a été adapté au cinéma et à la télévision. 

## Biographie
Kaoru Takamura est née à Osaka le 6 février 1953. Après avoir obtenu son diplôme de l'Université chrétienne internationale, elle a travaillé pour une société de négoce et n'a commencé à écrire qu'à l'âge de 30 ans,.

## Œuvres

### Littérature
- 1990 : Grab the Money and Run (黄金を抱いて翔ベ, Ōgon o daite tobe?), Shinchosha,  (ISBN 9784103784012)
- 1992 : Shoot Riviera (リヴィエラを撃て, Riviera o ute?), Shinchosha,  (ISBN 9784106027284)
- 1993 : Marks' Mountain (マークスの山, Mākusu no yama?), Hayakawa Shobõ,  (ISBN 9784152035530), traduit en français sous le titre Montagne claire, montagne obscure, 2017, Actes Sud, 576 pages  (ISBN 978-2-330-08460-8)[3],[4],[5]
- 1997 : Lady Joker (レディ・ジョーカー, Redi joka?), Mainichi Shinbun,  (ISBN 9784620105796)
- 2002 : Haruko's Love Song (晴子情歌, Haruko jōka?), Shinchosha,  (ISBN 9784103784029)
- 2005 : A New King Lear (新リア王, Shin Ria-ō?), Shinchosha,  (ISBN 9784103784043)
- 2009 : The Horse that Pulls the Sun (太陽を曳く馬, Taiyō o hiku uma?), Shinchosha,  (ISBN 9784103784067)
- 2016 : Working the Earth (土の記, Tsuchi no ki?), Shinchosha,  (ISBN 9784103784098)

## Sur quelques ouvrages

### Montagne claire, montagne obscure
Le livre est composé de cinq parties : Semailles, Germination, Croissance, Floraison, Fructification, Récolte.
L'essentiel de l'action relève de l'action policière en octobre 1992 (pp. 93-575), menée par une vingtaine de policiers (nommés) de Tokyo (Police judiciaire 1), et d'ailleurs.
Les premières constatations se déroulent à l'automne 1976 dans la Préfecture de Nagano (Honshū), près du Mont Kita, dans les Alpes japonaises du Sud, dans une zone de randonnée et surtout d'alpinisme, avec refuges. 
Un employé de chantier, Iwata Kohei, dit IwataTaiseux, après deux litres de saké, s'endort dans une cabane de barrage, et se réveille au petit matin avec un cadavre à la porte, massacré à la pelle, sans doute un randonneur égaré, assez dérangé pour tenter une descente risquée à cinq heures du matin, une nuit de tempête de neige. 
Le lieutenant Sano, chargé de l'affaire, peut seulement considérer Iwata, à la santé mentale douteuse, comme présumé coupable, qui avoue, est condamné. 
Son adjoint Tobe, en même temps, a la main percée par une paire de ciseaux par un enfant orphelin (Hiroyuki, dont les parents se sont suicidés quelque temps auparavant à proximité) recueilli par une famille proche, les Yamamoto (Katsutoshi et Ikuyo).
À l'automne 1982, l'infirmière Machiko traite bien un jeune malade, Hiroyuki, dans une chambre d'isolement, le plus souvent les mains ligotées au lit, la mémoire fragmentaire. L'infirmier Yamazaki, qui le frappe régulièrement, est assassiné peu après au thermomètre.
À l'été 1989, le capitaine Cano, découvrant le cadavre enterré d'un randonneur, mort en 1976 (avec grand sac, peu d'affaires, et une montre, Nomura Hisashi, ancien de l'université Gyosei), à proximité de la cabane d'Iwata, retrouve celui-ci, bien vieilli, libéré depuis cinq ans, est amené à le poursuivre, et celui-ci est à nouveau condamné et incarcéré.
Au printemps 1992, Hiroyuki Mizusawa, alias Marcks, alias l'autre, alias Eguchi, l'enfant zinzin de vos parents éloignés (p. 95), sorti de prison (pour cambriolages, puis vol avec violence cette fois sous couvert d'Iwata), retrouve les Yamamoto, l'infirmière Machiko Takaki, son ancien quartier, quand il était vendeur de tofu... 
Puis, en octobre, des assassinats terribles sont découverts : un ancien yakuza, un procureur général adjoint... Et les machines romanesque, criminelle, policière et judiciaire s'emballent...

## Adaptations de ses œuvres au cinéma
- 1995 : Marks (マークスの山, Mākusu no yama?)  de Yōichi Sai
- 2004 : Lady Joker (レディ・ジョーカー, Redi jōkā?) de Hideyuki Hirayama
- 2012 : Ōgon o daite tobe (黄金を抱いて翔べ?) de Kazuyuki Izutsu